# Marshville (Caroline du Nord)
Pour les articles homonymes, voir Marshville.
Marshville est une ville de Caroline du Nord aux États-Unis.

## Démographie
| 1900 | 1910 | 1920 | 1930 | 1940  | 1950  |
| ---- | ---- | ---- | ---- | ----- | ----- |
| 349  | 499  | 828  | 933  | 1 007 | 1 258 |

| 1960  | 1970  | 1980  | 1990  | 2000  | 2010  |
| ----- | ----- | ----- | ----- | ----- | ----- |
| 1 360 | 1 405 | 2 011 | 2 020 | 2 360 | 2 402 |

## Personnalités liées à la ville
- Randy Travis

## Divers
Marshville est la ville où a été tourné le film La Couleur pourpre en 1985.